# Costa Titch
Costa Titch, pseudonimo di Costantinos Tsobanoglou (Nelspruit, 25 gennaio 1995 – Johannesburg, 11 marzo 2023), è stato un rapper sudafricano.

## Biografia
Costantinos Tsobanoglou nasce il 25 gennaio 1995 a Nelspruit, da madre sudafricana e padre greco. Fin dall'infanzia ha coltivato una passione per l'intrattenimento ed è diventato ballerino. Nel 2014 si trasferì a Johannesburg. dove iniziò il proprio percorso da artista rap.
Nel 2020 Costa Titch pubblica il suo album di debutto intitolato Made In Africa, contenente collaborazioni con i connazionali AKA, Riky Rick e Boity. L'album ha ricevuto un omaggio da parte della critica ed è divenuto un successo commerciale. Il suo brano Big Flexa ha battuto il record per il video musicale di genere Amapiano più visto su YouTube nel dicembre 2022. Nello stesso anno riceve inoltre 7 candidature agli All Africa Music Awards.
L'11 marzo 2023, durante un'esibizione all'Ultra Music Festival di Johannesburg, Tsobanoglou collassa improvvisamente. Poco dopo aver ripreso conoscenza, è vittima di un attacco epilettico, che lo porterà alla morte rendendo vani i tentativi di soccorso. Secondo un'indagine, il suo decesso sarebbe stato causato da una combinazione di determinati fattori, come stress cronico ed esaurimento, tesi poi confermata anche dalla sua famiglia.

## Discografia

### Album in studio

#### Solisti
- 2020 – Made In Africa
- 2022 – Mr. Big Flexa

#### In collaborazione
- 2021 – You're Welcome (con AKA)

### EP
- 2018 – For Real Trappers Only
- 2018 – Wonderland
- 2022 – Trapiano Vol. 1

### Singoli
- 2017 – Activate (feat. Alfa Kat e Phantom Steeze)
- 2019 – Nkalakatha
- 2019 – Nkalakatha Remix (feat. AKA e Riky Rick)
- 2020 – Thembi (feat. Boity)
- 2020 – Areyeng (feat. Riky Rick e DJ Maphorisa)
- 2020 – 4AM in Sandton
- 2020 – Durban Poison
- 2020 – Nomakanjani
- 2020 – Uthini (feat. Blxchie e Phantom Steeze)
- 2020 – Super Soft (con AKA)
- 2021 – Big Flexa (feat. C'Buda M, Alfa Kat, Banaba Des, Sdida e Man T)
- 2022 – Monate C (con AKA)
- 2022 – Ma Gang (con Champuru Makhenzo feat. Phantom Steeze, Man T, Sdida e C'Buda M)
- 2022 – Just Do It (feat. Boibizza, Phantom Steeze, NelCno, SayFar e Champuru Makhenzo)
- 2022 – Superstar (con Diamond Platnumz feat. Ma Gang Official)
- 2022 – Goat (feat. Pheelz e Ma Gang Official)
- 2023 – Big Flexa (Remix) (con Akon feat. Alfa Kat e Ma Gang Official)